# Дансько-шведська війна (1657—1658)
Дансько-шведська війна 1657–1658 (швед. Karl X Gustavs första danska krig, дан. Første Karl Gustav-krig) — війна між Данією та Швецією. Війна закінчилася поразкою Данії та укладенням Роскільського миру.

## Історія
- До 1657 шведський король Карл X Густав зі своєю армією загруз у війнах з Польщею та Росією, і данський король Фредерік III побачив у цьому хороший привід повернути території втрачені Данією в ході попередньої війни.
- 23 лютого 1657 зібралася державна рада Данії виділила значні кошти для мобілізації та на інші військові видатки.
- 23 квітня 1657  Фредерік III отримав згоду цієї ради на атаку шведських територій. На початку травня все затягнуті переговори були перервані, і 1 червня 1657  Фредерік III підписав маніфест, що пояснював необхідність ведення війни, яка формально не була оголошена.
- До початку війни данці утворили 4 армії: коло Гамбурга для нападу на шведську територію близько Бремена; у південно-західного берега (Сконе) для операцій проти Стокгольма; в Христіанії для нападу в Бохуслені; в Дронтґеймі. Усього 45 тисяч, невеликий резерв залишався в Ютландії. У той же час на півдні окремі фортеці залишалися не зайнятими, бо ніхто не міг припустити вторгнення з півдня. Головною метою метою Фредеріка III була шведська провінція Сконе. Головні сили данського флоту (40 кораблів) пішли до Борнхольма, невеликий загін з 7 кораблів розташувався у Гетеборзі. Передбачалася блокада шведських і фінських берегів. Данський король сам пішов у середині червня з 19 кораблями під командою віце-адмірала Бйолке, в Данциг. Цим він збирався перешкодити Карлу Х перекинути армію з Польщі до Швеції або на данські острови, збираючись його таким чином відрізати у Польщі. На Ельбі, Везері і в Каттегаті були розташовані маленькі загони кораблів для захисту від шведських каперів. У підсумку данський флот і армія до початку бойових дій виявилися сильно роздробленими. У цей час Карл X, який отримав 20 червня в глибині Польщі звістку про оголошення війни, зробив форсований марш і вже 1 липня був біля Штеттіна. 18 липня він, чудово озброєний, підходив до гольштинського кордону. В кінці липня король був уже в Ютландії, зайнявши її цілком. Після цього він попрямував у Вісмар. У цей час, на території власне Швеції, у Сконе данці також зазнали поразки, оскільки данське військо зазнавало великі проблеми з боєприпасами.

### Дії на морі
- Коли данський король, який стояв біля Данцига, дізнався про вторгнення ворога в Гольштинії, він негайно сам повернувся в вітчизняні води, а також повернув свої морські сили з Північного моря, для захисту острівної частини своєї країни.
- Карл X в цей час спішно озброював ескадру в Гетеборзі. За його планам ця ескадра спільно з англійською допоміжною ескадрою повинна була перекинути розташовані на півдні Ютландії війська на острів Фюн. Головні сили флоту повинні були сприяти висадці сухопутної армії в Зеландію. Одночасно передбачалося розпочати наступ на материку, в Сконе.
- У кінці серпня шведський флот, під командою адмірала Б'єлкенштерна, вийшов з Даларе (біля Стокгольма) у складі 32 військових кораблів з 6 переозброєними комерційними судами і стількома ж брандерами.
- Данський адмірал Б'єлке, що спостерігав до того часу в Вісмарі за Карлом Х, вийшов негайно в море, як тільки дізнався про це.
- 12 вересня обидва флоти опинилися на виду один у одного, 28 данських проти 38 шведських кораблів. Б'єлке, враховуючи перевагу ворога, відійшов у Зунд, де отримав підкріплення в числі 11 суден адмірала Юєля.
- Обидва флоти приблизно однакової сили зустрілися 13 вересня поблизу Фальстербо, у південно-західній частині Сконе. Бій у вигляді одиночних сутичок, в основному флагманських кораблів тривав увесь день і закінчився безрезультатно. Наступного дня противники продовжили бій, проте погода завадила і цього разу.
- Врешті, флоти розійшлися ввечері 14 вересня і віддалилися в Копенгаген та Вісмар. Втрати обох сторін не перевищували 60 вбитих і 100 поранених.
- Стратегічний успіх битви залишився за данцями. Обіцяні англійцями сили так і не підійшли, і напад на острови врешті був призупинений. 19 вересня данський флот почав блокувати шведський у Вісмарі, і зняв блокаду лише з настанням заморозків.

### Наступ на кризі
- Оскільки атака центральної Данії з моря не вдалася, Карл X наказав генералові графу Врангелю переправитися у Фредерікс-Одде через Малий Бельт на острів Фюн. Однак наказ незабаром було скасовано — спочатку Врангелю було доручено взяти Фредерікс-Одде, що він у кінці жовтня і зробив, отримавши до цього часу під командування кораблі і призначення генерал-адміралом. Незабаром після цього Карл X повторно віддав йому наказ, користуючись усіма розташованими в його розпорядженні суднами, висадитися в середині грудня на острові Фюн.
- Однак у цей час настали морози, і Карл X знову змінив свої плани, наказавши, по свіжому льоду перейти на Фюн. Однак крига підтанула, і експедиція не відбулася.
- 9 січня 1658 Карл X, повний нетерпіння, прибув у Кіль на військову раду. Виходячи зі скрутного становища, що створилося на фронтах інших воєн, що велися одночасно Швецією, було вирішено негайно наступати на острів Фюн, йти на суднах або на кризі.

### Марш через Бельти

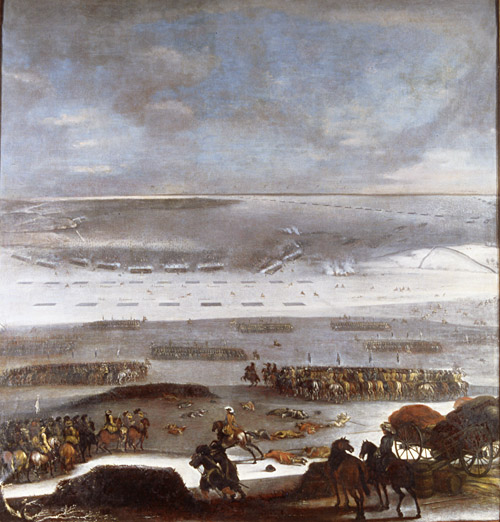
Перехід через Бельти в Зеландію в 1657 р. (робота — Йохан Філіп Лемке 1631–1713 рр.)

### Завершення та підсумок війни
- Оскільки шведські війська стояли біля самої столиці, то данський король був змушений погодиться на укладення миру на шведських умовах.
- І 28 лютого 1658 року в данському місті Роскілле був підписаний мирний договір (Роскілльський мир), за яким Данія йшла на величезні територіальні поступки Швеції. Швеція отримала три провінції на півдні півострова: Сконе, Халланд і Блекінге; острова Борнхольм (пізніше і Вен у Зунд), Богуслен на Каттегат і Тронд-Льон на норвезькому узбережжі. Данія зобов'язувалася не пропускати в Балтику флоти «ворожих» держав. Англійському посланнику під самий кінець переговорів вдалося пом'якшити договір і ввести в нього слово «ворожий», всупереч бажанню обох ворогуючих сторін.

| Прапор Швеції | Це незавершена стаття про Швецію. Ви можете допомогти проєкту, виправивши або дописавши її. |